# Gleißenberg
Gleißenberg è un comune tedesco di 923 abitanti, situato nel land della Baviera.